# Ius gentium
Als Ius gentium (lateinisch Recht der Völker oder recht frei gemeinsames Recht (Verkehrsrecht) der Völker) wurden im römischen Recht die Bestimmungen bezeichnet, die in der Praxis den Umgang mit Auswärtigen oder Fremden (peregrini) regelten (Fremdenrecht). Mit der Bezeichnung wird gegenüber dem förmlichen ius civile abgegrenzt, das für römische Bürger galt. Die Abgrenzung ist eine Konsequenz aus dem Personalitätsprinzip der Römer, jeder wurde danach nach dem Recht seines Gemeinwesens beurteilt.
In theoretischer Hinsicht ist der Begriff allgemeiner zu halten: als „Recht, das bei allen Völkern gleich“ ist. Damit ist nicht das Recht der zwischenstaatlichen Beziehungen gemeint, als Völkerrecht im heutigen Sinne, sondern das Recht, das bei allen Völkern auf gleich lautenden Rechtssätzen fußt, als Völkergemeinschaftsrecht. Insoweit ist ius gentium frei gestaltetes Weltverkehrsrecht.

## Abgrenzung der Rechtsschichten und Typizismen
Dem ius gentium stand das ius civile gegenüber. Ius civile wird als heimisches Privatrecht (ius privatum) verstanden, als Recht, das jedes Volk für sich selbst festlegt (ius civile est quod quisque populus sibi ipse constituit). Es galt für die Angehörigen des Reichs, für römische Bürger; ius civile kann insoweit als Bürgerordnung verstanden werden. Ausnahmsweise galt es auch für ausländische Handelstreibende (ius commercii), die besondere Privilegien genossen. Ius civile war gesetzliches Recht der Decemvirn, das sich seit der frühen Republik aus den XII Tafeln (grundlegende Kodifikation) ergab und für dessen Durchsetzung die Prätoren (Stadtprätoren) zuständig waren, die den Klagewilligen die Legisaktionen (ebenfalls Gesetzesrecht) einräumten. Mittels des heiligen ius sacrum wachten die priesterlichen Organe (pontifices) über die Einhaltung des Rechts und verteidigten es gegenüber den rechtlos gestellten Fremden, insbesondere Feinden, die ins Staatsgebiet eintraten. Später kamen Volksgesetze (leges) und Plebiszite hinzu, die die Legitimität des ius civile absicherten. Die bürgerliche Rechtsordnung umfasste damit kodifiziertes Gewohnheitsrecht, das aus unvordenklicher Zeit mit dem mos maiorum verknüpft war.
Ius gentium hingegen war das Recht aller übrigen Menschen (...quo gentes humanae utuntur). Gaius definierte die Rechtsschicht – nach rhetorisch-philosophischem Vorbild des Hellenismus – als „Recht aller Menschen, die durch Gesetze und Sitten regiert werden“; er grenzt dabei gegenüber dem bürgerlichen Sonderrecht der römischen Bürger ab. Auch dieses Recht gestaltete sich aus hergebrachten Gewohnheiten und Gesetzen und war im Übrigen vom ediktorischen Amtsrecht geprägt, vornehmlich dem der Prätoren (Fremdenprätoren). Zur Durchsetzung von Ansprüchen aus ius gentium galt das Amtsrecht ohnehin, da es der prätorischen Hoheit unmittelbar unterfiel. Dabei war es sehr auf elastische Handhabung angewiesen, da es gesetzlichen Grundlagen gerade nicht unterlag, was ihm den Ruf einbrachte, eher ein heuristisches Konzept zu sein, denn normative Vorlage. Für die Bedeutung als Rechtsquelle, stand es in Abhängigkeit zum Erfindungsgeist des Prätors, denn der übernahm letztlich die Funktion des Gesetzgebers. Mangels anderweitiger Ermächtigung griff der Prätor auch auf die bürgerlichen Legisaktionen zurück und bediente sich dort (an sich gesetzeswidrig) bei den vorgehaltenen Formeln, soweit er mit ihnen seine Ziele im Bedarfsfall erreichen konnte. Um den Fremden (perigrini) einen effektiven Rechtsschutz verleihen zu können, diente der Treuegedanke bonae fidei iudicia als Gradmesser. Dahinter verbarg sich eine auf Interessensausgleich und Einzelfallgerechtigkeit bedachte Notion. Der praktische Erfolg, der von der Berücksichtigung umseitiger Einzelinteressen auf der Rechtsfolgeseite ausging, wurde schließlich auch bei der Begründung von Rechtsgeschäften ernst genommen. Es entstand ein rechtlicher Diskurs, der deutlich dialektische Züge sichtbar machte. Soweit dabei Regelungen getroffen  wurden, die sich als allgemeine Praktiken im Mittelmeerraum etablieren konnten, so wurden sie als ius gentium beachtet. Ein typisches Beispiel liefern die Usancen zum Umgang mit Sklaven. Die Begriffspaarbildung ius civile / ius gentium geht auf Cicero zurück, der die Begriffe abstrakt verwendete. Unter Rückgriff auf stoisches Gedankengut, vermittelte Cicero ein völkerübergreifendes Bindungsverständnis für das ius gentium in der Jurisprudenz, zusammengefasst als societas humana. Eine systematische Entwicklung der Rechtskategorien kann nicht ausgemacht werden.
Auch kann eine Abgrenzung des ius gentium zum ius naturale (Naturrecht) vorgenommen werden. Die Grenzen sind in den Quellen allerdings nicht scharf gezogen. Belege liefern aus der römischen Klassik Ulpians Schriften. Auch gibt es Zeugnisse des spätantiken Kirchenlehrers Aurelius Augustinus. Nach Augustinus war das ius gentium als Recht aller Vernunftwesen zu verstehen. Durch rechten Gebrauch ihrer Vernunft kämen sie von selbst auf dieses Recht. Gemäß Ulpian war Naturrecht kein Recht des Menschengeschlechts allein (so das ius gentium), es stand allen Lebewesen gleichermaßen zu (...quod natura omnia animalia docuit). Er folgerte, dass die Verbindung von Mann und Frau oder die Kindererziehung typischerweise auch im Tierreich sich wiederfänden, weshalb Ehe und Familie lediglich Begriffsbildungen und Institutionalisierungen des Menschen seien.
Dass ius gentium verrechtlicht wurde, beruhte auf praktischen Erwägungen. Ausländer (Fremde) und gemeinschaftslos Unterworfene (dediticii) waren der lateinischen Sprache häufig nicht oder nur unzureichend mächtig, weshalb sie mit der rechtsgeschäftlichen Formstrenge im Vertragswesen und bei der Verteidigung ihrer Interessen im Prozess überfordert waren. Dem sollte das vereinfachte Fremdenrecht Abhilfe schaffen. Formfreie Geschäfte, die bei den Konsensual- beziehungsweise den Realkontrakten angesiedelt waren, bedurften keiner besonderen Regelungen; es galt aber die Einschränkung, dass Rechtsgeschäfte nur unter Lebenden vereinbart werden durften, nicht hingegen von Todes wegen. Verbal- und Litteralkontrakte waren hingegen „formstreng“ aufgebaut und fanden gegenüber Fremden keine Anwendung. Für deren Verkehrskompatibilität wurden stattdessen treugläubige Grundsätze (bona fides) geschaffen, was als Errungenschaft des Völkergemeinschaftsrechts gelten darf, denn Treu und Glaubens-Grundsätze gingen tief in die Rechtstraditionen späterer Gesellschaften ein. Die Materien des Erb- und Sachenrechts waren grundsätzlich nur für römische Bürger geregelt (vgl. auch res mancipi). Fremde konnten Eigentum weder durch mancipatio noch im Wege der in iure cessio erwerben. Vom ius gentium überschnittenes ius civile bezeichneten die Römer ursprünglich als ius quiritium. Erst die formlose traditio schuf Entlastung, insbesondere durch den Besitzschutz, den die gesetzliche Maßnahme der actio Publiciana auslöste. Auch diese Übereignungsform kann daher als Errungenschaft des Völkergemeinschaftsrechts betrachtet werden.

## Bedeutungsverlust
Das Nebeneinander der Rechtsschichten von ius civile, ius honorarium und ius gentium wurde de facto Ende des dritten Jahrhunderts durch diokletianisches Recht überwunden. Seit Justinians CIC gilt es als abgeschafft. Die Gesetzgebung wandelte sich im Laufe der Zeit, denn mit Ausklang der Republik war den Volksversammlungen das Gesetzesinitiativrecht zunehmend entzogen worden. In der Kaiserzeit überwogen Gesetzgebungen aus dem Kreis des Senats, die sogenannten Senatskonsulte. Diese unterschieden immer weniger nach Kriterien des Bürger- oder Fremdenrechts, vornehmlich vor dem Hintergrund, dass das Bürgerrecht zunehmend ausgebreitet wurde. Abgelöst wurden diese dann durch die Kaiserkonstitutionen (constitutiones principum), die im Rahmen einer sich globalisierenden Welt in der Spätphase der Spätantike die Bedeutung für rechtliche Unterscheidungen aufgaben.
In spätantiken Gesetzen ansonsten zwar nie erwähnt, floss das ius gentium gleichwohl in die Digesten und die Institutionen Justinians ein. Dort behielt die Rechtsschicht ihre Bedeutung als Feststellungs- und Auslegungsmittel für diverse Tatbestände. Auf völkerrechtlicher Ebene blieben damit die Begriffe Krieg, Gefangenschaft, Friedensvereinbarungen oder Gesandtenrecht definiert, auf privatrechtlicher Ebene, Sklaverei/Freilassung, Konsensualkontrakte, Eigentumsrecht. Kaum etwas anderes gilt für das ius naturale; hier blieben die hergebrachten Assoziationen auf dem Gebiet des Familien- und Erbrechts in der neuen Rechtsordnung ebenso bestehen wie die stoische Idee der freien Geburt.

## Gegenwärtige Verwendung
Im gegenwärtigen juristischen Sprachgebrauch steht der Begriff ius gentium für diejenigen Grundsätze und Normen im Privat- und öffentlichen Recht, die den Rechtssystemen aller Völker gemeinsam sind und deshalb, bereits von Cicero und den Juristen der (Vor-)Klassik, als „Recht aller Menschen“ beziehungsweise Völkergemeinrecht bezeichnet wurden. Zum Teil wird der Begriff ius gentium aufgrund seiner sprachlichen Bedeutung auch als Synonym für das Völkerrecht verwendet, auch wenn dieses vor allem zwischenstaatliche Beziehungen regelt. Als ius civile wird demgegenüber heutzutage das Zivilrecht eines bestimmten Landes bezeichnet, das vor allem als kodifiziertes positives Recht in Form von nationalen Gesetzen besteht.